# Freddie Highmore
Freddie Highmore, właściwie Alfred Thomas Highmore (ur. 14 lutego 1992 w Londynie) – brytyjski aktor filmowy, telewizyjny i dubbingowy.
Zaczął występować jako dziecko. Debiutował rolą Sama, syna samotnej matki w Women Talking Dirty (1999). Jego pierwsza duża rola w filmie pełnometrażowym to rola Raoula Normandina w Dwóch braciach (2004), natomiast rolą przełomową w jego karierze była rola Petera Llewelyna Daviesa w Marzycielu (2004). Następnie zagrał główną rolę w filmie Charlie i fabryka czekolady (2005). Tytułowy bohater w obrazie Cudowne dziecko (August Rush, 2007).
W latach 2013–2017 występował w serialu telewizyjnym Bates Motel u boku Very Farmigi. W 2017 otrzymał główną rolę w serialu The Good Doctor.

## Filmografia

### Filmy
- Walking on the Moon jako mały chłopiec (sceny usunięte) (1999)
- Women Talking Dirty jako Sam (1999)
- Dwaj bracia (Deux Frères/Two Brothers) jako Raoul Normandin (2004)
- Marzyciel (Finding Neverland) jako Peter Llewelyn Davies (2004)
- Pięcioro dzieci i „coś” (Five Children And It) jako Robert (2004)
- Charlie i fabryka czekolady (Charlie And The Chocolate Factory) jako Charlie Bucket (2005)
- Dobry rok (A Good Year) jako młody Max Skinner (2006)
- Artur i Minimki (Arthur And The Invisibles) jako Arthur Montgomery (2006)
- Cudowne dziecko (August Rush) jako Evan Taylor/August Rush (2007)
- Złoty kompas (The Golden Compass) jako Pantalaimon (głos) (2007)
- Kroniki Spiderwick (The Spiderwick Chronicles) jako Jared oraz Simon Grace/bliźniacy (2008)
- A Fox's Tale jako mały Jack (głos) (2008)
- Astro Boy jako Toby Tenma / Astro Boy (głos) (2009)
- Artur i zemsta Maltazara (Arthur And The Revenge Of Maltazard) jako Arthur Montgomery(2009)
- Artur i Minimki 3. Dwa światy (Arthur 3: The War of the Two Worlds) jako Arthur Montgomery (2010)
- Master Harold... and the Boys jako Hally (2010)
- Sztuka dorastania (The Art of Getting By) jako George Zinavoy (2011)
- Rysiek Lwie Serce (Justin and the Knights of Valour) jako Justin (głos) (2013)
- The Journey jako Jack (2016)
- Almost Friends jako Charlie Brenner (2016)

### Telewizja
- Happy Birthday Shakespeare jako Steven Green (2000)
- Mgły Avalonu (The Mists of Avalon) jako mały Artur (2001)
- Jack i czarodziejska fasola (Jack and the Beanstalk: The Real Story) jako chłopiec na placu zabaw (2001)
- I Saw You jako Oscar Bingley (2002)
- Toast jako Nigel Slater (2010)
- Bates Motel jako Norman Bates (2013–2017)
- Close to the Enemy jako Victor Ferguson (2016)
- Tour de doping (Tour de Pharmacy) jako Adrian Baton (2017)
- The Good Doctor jako dr Shaun Murphy (2017–2024)

## Dubbing
- Artur i Minimki 3. Dwa światy (Arthur 3: The War of the Two Worlds) – Arthur (przemieniony w Minimka) (głos) (2010)
- Artur i zemsta Maltazara (Arthur And The Revenge Of Maltazard) – Arthur (przemieniony w Minimka) (głos) (2009)
- Astro Boy – Astro (głos) (2009)
- A Fox's Tale (Kis Vuk) – Little Jack (głos) (2008)
- Złoty kompas (The Golden Compass) – Pantalaimon (głos) (2007)
- Artur i Minimki (Arthur And The Invisibles) – Arthur (przemieniony w Minimka) (głos) (2006)

## Dubbing gier video
- Astro Boy vs. The Junkyard Pirates (VG) – Astro Boy (głos) (2010)
- Arthur And The Revenge Of Maltazard (VG) – Arthur (głos) (2009)
- Astro Boy (VG) – Astro Boy (głos) (2009)
- The Spiderwick Chronicles (VG) – Jared/Simon Grace (głos) (2008)
- The Golden Compass (VG) – Pantalaimon (głos) (2007)
- Arthur And The Invisibles (VG) – Arthur (głos) (2007)
- Charlie And The Chocolate Factory (VG) – Charlie Bucket (głos) (2005)

## Nagrody i nominacje do nagród

### Nagrody
- 2008 Saturn Awards – Najlepiej zagrana rola przez młodego aktora (Cudowne Dziecko/August Rush)
- 2006 Broadcast Film Critics Association Awards – Najlepszy młody aktor (Charlie i Fabryka Czekolady/Charlie And The Chocolate Factory)
- 2005 Young Artist Awards – Najlepsze wykonanie: Film fabularny – stroje młodej obsady/zespołowo (Marzyciel/Finding Neverland)
- 2005 Empire Awards, UK – Najlepszy nowicjusz (Marzyciel/Finding Neverland)
- 2005 Broadcast Film Critics Association Awards – Najlepszy młody aktor (Marzyciel/Finding Neverland)
- 2005 Las Vegas Film Critics Society Awards – Nagroda w kategorii: Młody aktor w filmie (Marzyciel/Finding Neverland)
- 2005 Satellite Awards – Wybitny nowy talent
- 2004 Phoenix Film Critics Society Awards – Najlepiej zagrana przez młodego aktora główna lub drugoplanowa rola męska (Marzyciel/Finding Neverland)

### Nominacje do nagród
- 2010 Young Artist Awards – Najlepsza rola dubbingowa (Astro Boy)
- 2009 Young Artist Awards – Najlepiej zagrana przez młodego aktora główna rola w filmie fabularnym (Kroniki Spiderwick/The Spiderwick Chronicles)
- 2008 Nickelodeon Kid’s Choice Awards – Najlepszy aktor
- 2008 Young Artist Awards – Najlepiej zagrana przez młodego aktora rola główna w filmie fabularnym (Cudowne Dziecko/August Rush)
- 2005 MTV Movie Awards – Przełomowy chłopiec/mężczyzna (Marzyciel/Finding Neverland)
- 2005 Saturn Awards – Najlepiej zagrana rola przez młodego aktora (Marzyciel/Finding Neverland)
- 2005 Young Artist Awards – Najlepiej zagrana rola w filmie fabularnym – Główny młody aktor (Marzyciel/Finding Neverland)
- 2005 Screen Actors Guild Awards – Wspaniale zagrana przez aktora rola drugoplanowa (Marzyciel/Finding Neverland)